# Пескорокк'яно
Пескорокк'яно (італ. Pescorocchiano) — муніципалітет в Італії, у регіоні Лаціо, провінція Рієті.
Пескорокк'яно розташований на відстані близько 65 км на північний схід від Рима, 33 км на південний схід від Рієті.

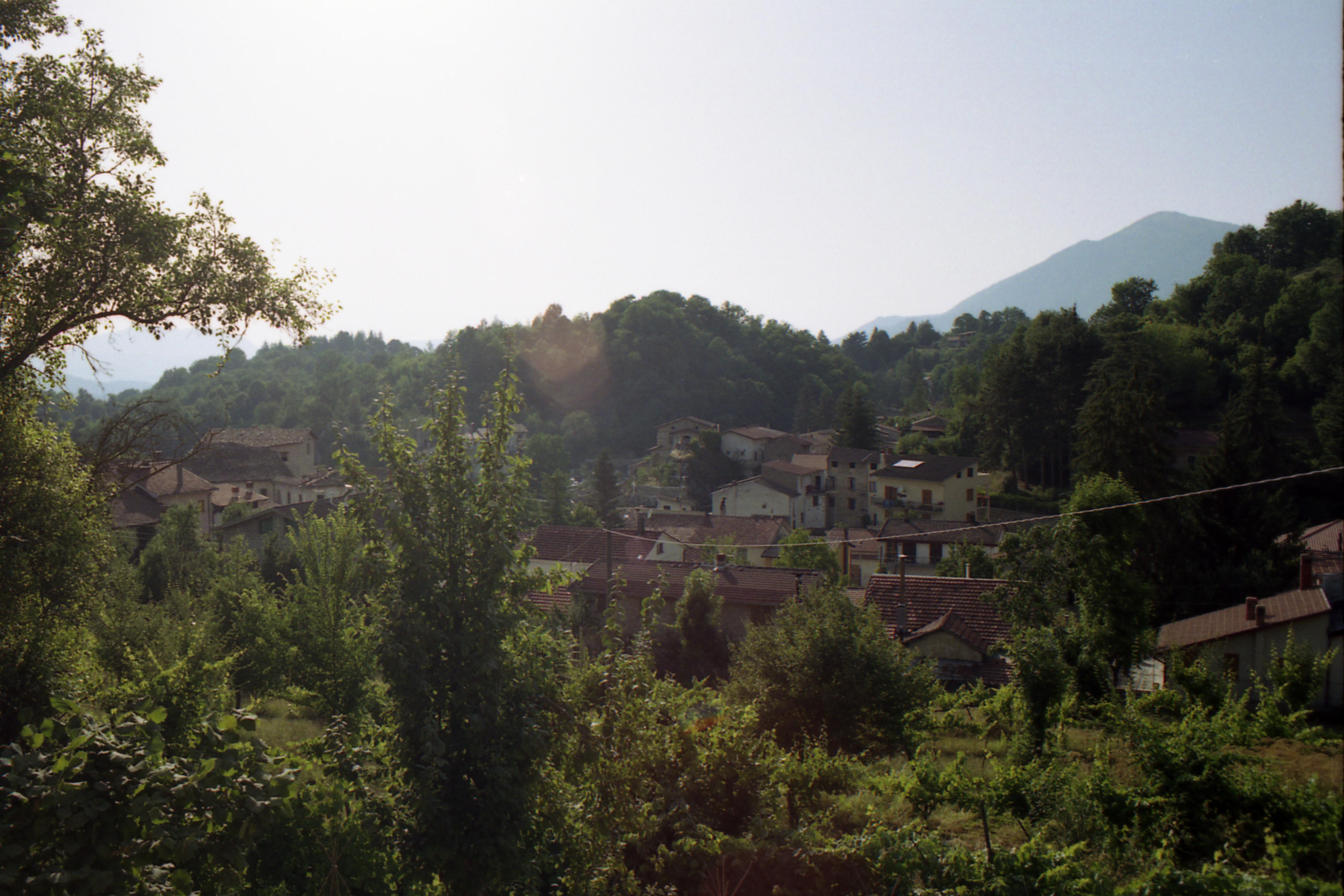

Населення — 2143 особи (2014).

## Демографія
Населення за роками:

Станом на 1 січня 2023 року в муніципалітеті офіційно проживали 62 іноземці з 15 країн, серед них 43 громадяни країн Євросоюзу та 3 громадяни України.

## Сусідні муніципалітети
- Боргорозе
- Карсолі
- Коллальто-Сабіно
- Фьяміньяно
- Марчетеллі
- Петрелла-Сальто
- Санте-Маріє
- Торнімпарте
- Варко-Сабіно